# Oxypogon stuebelii
Colibri-de-poupa-do-nevado ou barbudito-do-nevado-del-ruiz (Oxypogon stuebelii) é uma espécie de ave da família Trochilidae. Endêmica da Colômbia, onde pode ser encontrada na região do páramo nos Andes Centrais.